# Communauté de communes du Châtillonnais en Berry
La communauté de communes du Châtillonnais en Berry est une communauté de communes française, située dans le département de l'Indre, en région Centre-Val de Loire.

## Historique
- 1er janvier 2013[2] : création de la communauté de communes du canton de Châtillon-sur-Indre, à la suite de la mise en place du schéma départemental de coopération intercommunale.
- 5 juillet 2013[3] : dénomination et statuts de la communauté de communes.
- 23 décembre 2013[3] : modification des statuts de la communauté de communes (passage à la fiscalité mixte (FPU et additionnelle)).
- 20 mars 2013[3] : composition du conseil communautaire de la communauté de communes.
- 2015 : changement du nom « CDC du canton de Châtillon-sur-Indre » en « CDC du Châtillonnais en Berry ».

## Territoire communautaire

### Géographie
La communauté de communes se trouve dans l'ouest du département et dispose d'une superficie de 276,40 km2.
Elle s'étend sur 10, communes du canton de Buzançais.

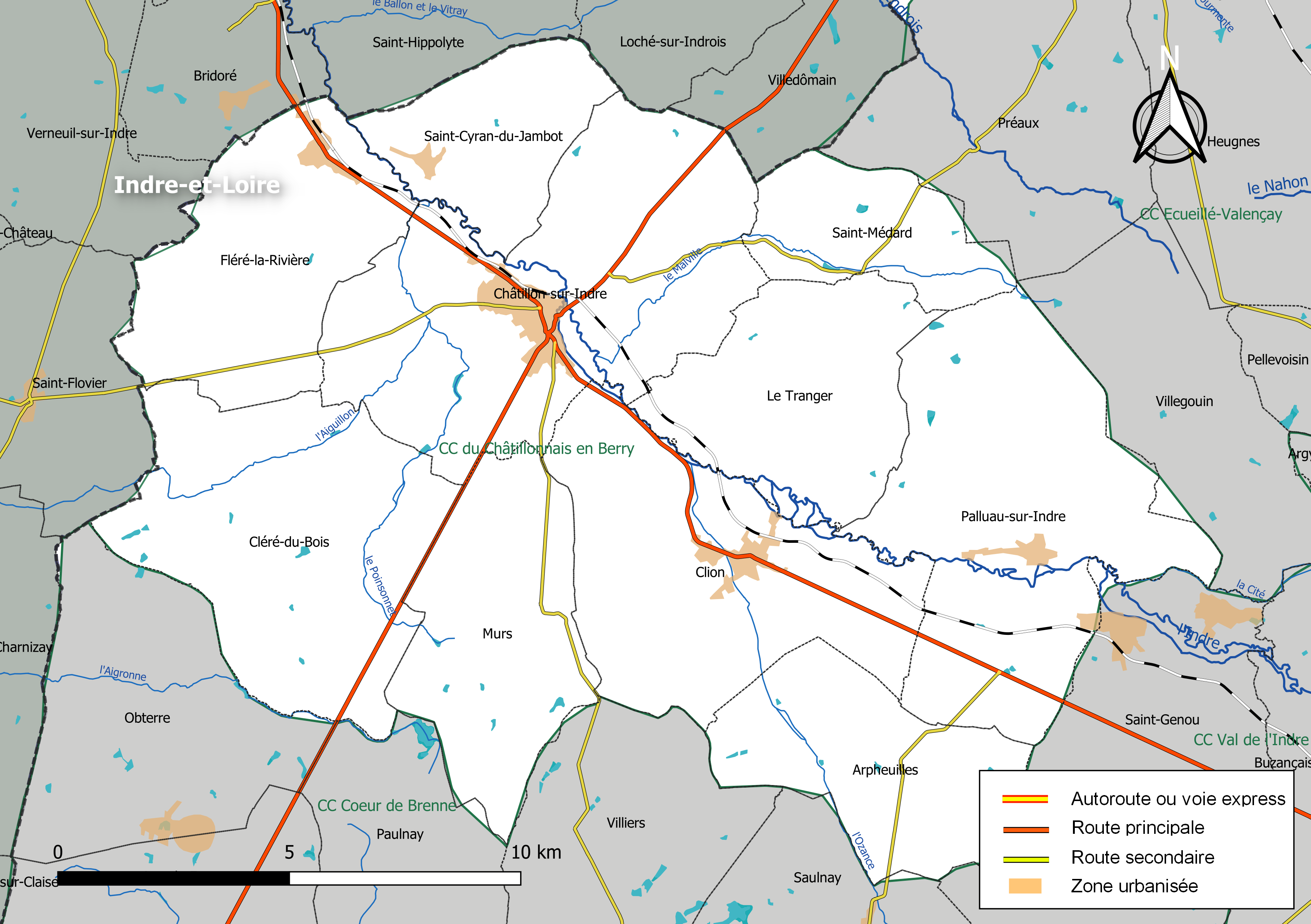
Carte de la communauté de communes du Châtillonnais en Berry au 1er janvier 2019.

### Composition

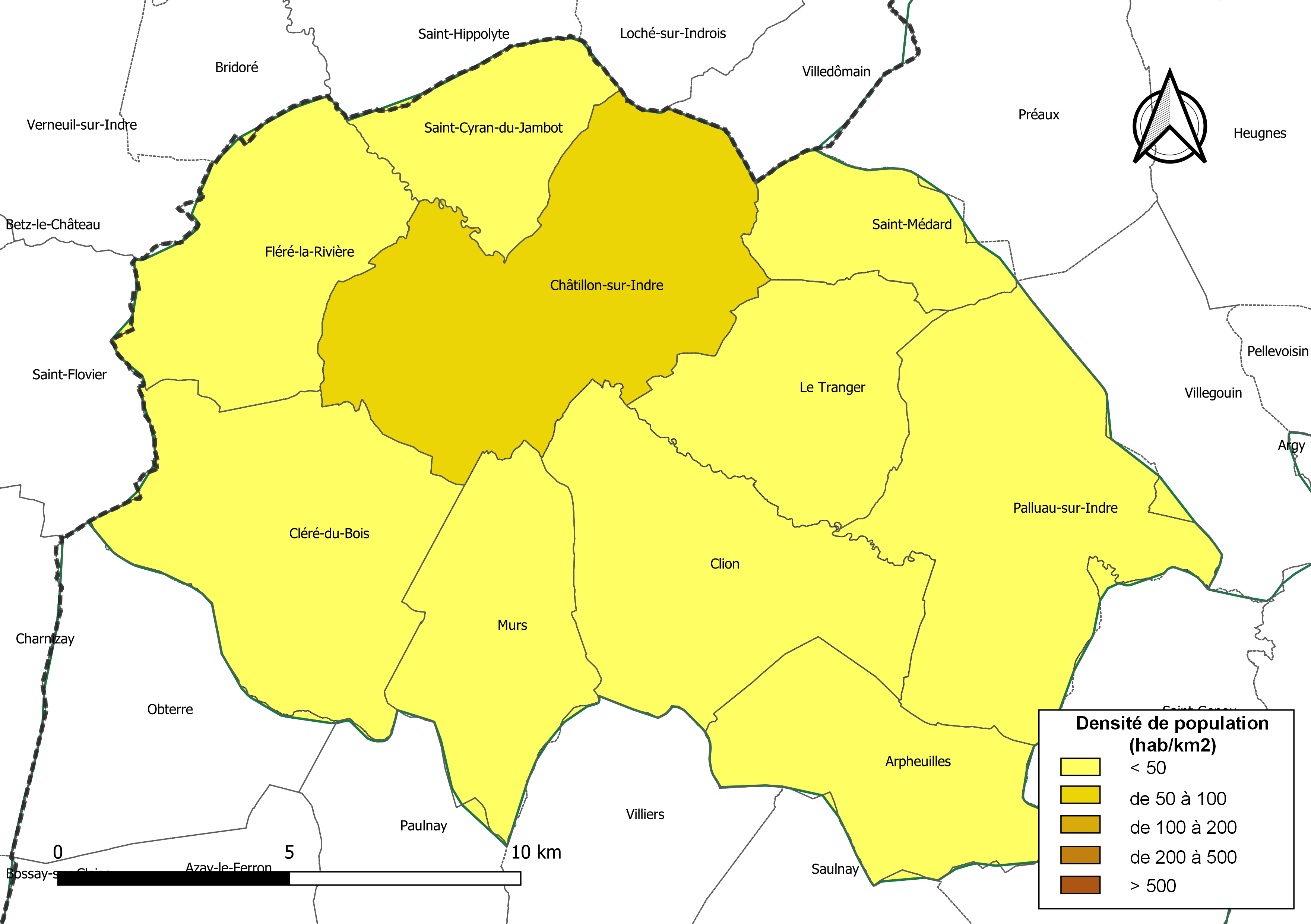
Carte des densités de population (millésimée 2016) des communes de la communauté de communes du Châtillonnais en Berry. Composition en communes au 1er janvier 2019.

La communauté de communes est composée des 10 communes suivantes :

| Nom                         | Code Insee | Gentilé       | Superficie (km2) | Population (dernière pop. légale) | Densité (hab./km2) |
| --------------------------- | ---------- | ------------- | ---------------- | --------------------------------- | ------------------ |
| Châtillon-sur-Indre (siège) | 36045      | Châtillonnais | 45,3             | 2 296 (2022)                      | 51                 |
| Arpheuilles                 | 36008      |               | 22,49            | 238 (2022)                        | 11                 |
| Cléré-du-Bois               | 36054      | Clériaciens   | 36,13            | 234 (2022)                        | 6,5                |
| Clion                       | 36055      | Clionnais     | 33,53            | 1 007 (2022)                      | 30                 |
| Fléré-la-Rivière            | 36074      | Fléréens      | 25,31            | 549 (2022)                        | 22                 |
| Murs                        | 36136      | Mursois       | 23,05            | 122 (2022)                        | 5,3                |
| Palluau-sur-Indre           | 36149      | Palludéens    | 41,55            | 789 (2022)                        | 19                 |
| Saint-Cyran-du-Jambot       | 36188      |               | 14,21            | 171 (2022)                        | 12                 |
| Saint-Médard                | 36203      | Marsiens      | 12,6             | 61 (2022)                         | 4,8                |
| Le Tranger                  | 36225      | Trangerois    | 22,26            | 171 (2022)                        | 7,7                |

### Démographie
| 2010  | 2012  | 2017  | - | - |
| ----- | ----- | ----- | - | - |
| 6 398 | 6 211 | 5 967 | - | - |

## Administration

### Siège
Le siège de la communauté de communes est à Châtillon-sur-Indre, 1 rue Maurice Davaillon.

### Les élus
La communauté de communes est gérée par un conseil communautaire composé de 27, membres représentant chacune des communes membres et élus pour une durée de six ans.
Ils sont répartis comme suit :
| Nombre de délégués | Communes                                               |
| ------------------ | ------------------------------------------------------ |
| 1                  | Arpheuilles, Murs, Saint-Médard, Le Tranger            |
| 2                  | Cléré-du-Bois, Fléré-la-Rivière, Saint-Cyran-du-Jambot |
| 3                  | Clion, Palluau-sur-Indre                               |
| 11                 | Châtillon-sur-Indre                                    |

### Présidence
Le conseil communautaire du 17 avril 2014 a élu son président, Michel Hétroy et désigné ses quatre vice-présidents qui sont : 
1. Marc Rouffy (commission développement économique et touristique et évaluation des charges transférées) ;
2. Jean Marie Bonac (commission voirie, bâtiments et évaluation des charges transférées) ;
3. Chantal Raignault (commission bâtiments, petite enfance, sports et gestion des déchets ménagers) ;
4. Michal Braud (commission bâtiments et gestion des déchets ménagers).

Ils forment ensemble l'exécutif de l'intercommunalité pour le mandat 2014-2020,.
| Période          | Période       | Identité           | Étiquette | Qualité                      |
| ---------------- | ------------- | ------------------ | --------- | ---------------------------- |
| 1er janvier 2013 | 17 avril 2014 | Williams Lauerière | UMP       | Maire de Clion               |
| 17 avril 2014    | juillet 2020  | Michel Hétroy      | DVD       | Maire de Châtillon-sur-Indre |
| juillet 2020     | En cours      | Gérard Nicaud      | EELV      | Maire de Châtillon-sur-Indre |

### Compétences
L'intercommunalité exerce les compétences qui lui ont été transférées par les communes membres, dans les conditions fixées par le code général des collectivités territoriales, comme :
- la collecte des déchets des ménages et déchets assimilés ;
- le traitement des déchets des ménages et déchets assimilés ;
- la création, suppression, extension, translation des cimetières et sites funéraires ;
- la construction, aménagement, entretien, gestion d'équipements ou d'établissements sportifs ;
- les établissements scolaires ;
- les activités sportives ;
- le schéma de secteur ;
- les plans locaux d’urbanisme ;
- la constitution de réserves foncières ;
- le NTIC (Internet, câble…) ;
- les archives.

### Régime fiscal et budget
La communauté de communes est un établissement public de coopération intercommunale (EPCI) à fiscalité propre. Elle est sous le régime de la fiscalité professionnelle unique.
L'établissement perçoit la dotation globale de fonctionnement (DGF). En revanche elle ne perçoit pas la dotation de solidarité communautaire  (DSC), la redevance d'enlèvement des ordures ménagères (REOM) et la taxe d'enlèvement des ordures ménagères (TEOM).
|                        | 2014        | 2015        | 2016        | 2017        | 2018        | 2019        |
| Budgets fonctionnement | 1 286 895 € | 2 258 563 € | 2 453 691 € | 2 869 069 € | 2 989 351 € | 2 927 319 € |
| Budgets investissement | 265 795 €   | 1 010 494 € | 1 157 545 € | 2 276 035 € | 4 494 219 € | 3 346 552 € |
| Budgets total          | 1 552 690 € | 3 269 057 € | 3 611 236 € | 5 145 104 € | 7 483 570 € | 6 273 871 € |

### Identité visuelle
Logos successifs de la communauté de communes.

Le logo depuis 2013.